# Carsten Heymann
Carsten Heymann (* 7. Januar 1972 in Sebnitz) ist ein ehemaliger deutscher Biathlet.
Seine größten Erfolge waren die Silbermedaillen mit der deutschen Mannschaft bei den Biathlon-Weltmeisterschaften 1997 und 1998. 
Nachdem er keine Chance sah, sich für die Olympischen Spiele 2006 in Turin zu qualifizieren, beendete er 2005 seine Karriere.
Bilanz im Weltcup
Die Tabelle zeigt alle Platzierungen (je nach Austragungsjahr einschließlich Olympische Spiele und Weltmeisterschaften).
- 1.–3. Platz: Anzahl der Podiumsplatzierungen
- Top 10: Anzahl der Platzierungen unter den ersten zehn (einschließlich Podium)
- Punkteränge: Anzahl der Platzierungen innerhalb der Punkteränge (einschließlich Podium und Top 10)
- Starts: Anzahl gelaufener Rennen in der jeweiligen Disziplin

| Platzierung | Einzel | Sprint | Verfolgung | Massenstart | Team | Staffel | Gesamt |
| ----------- | ------ | ------ | ---------- | ----------- | ---- | ------- | ------ |
| 1. Platz    |        |        |            |             |      | 1       | 1      |
| 2. Platz    | 2      |        | 1          | 1           | 1    | 1       | 6      |
| 3. Platz    |        | 2      |            |             |      | 2       | 4      |
| Top 10      | 6      | 13     | 6          | 3           | 1    | 7       | 36     |
| Punkteränge | 15     | 32     | 21         | 9           | 1    | 7       | 85     |
| Starts      | 23     | 48     | 30         | 9           | 1    | 7       | 118    |